# Campo Mourão
Campo Mourão là một đô thị thuộc bang Paraná, Brasil. Đô thị này có diện tích 757,109 km², dân số năm 2007 là 85460 người, mật độ 112,9 người/km².